# 莱洛比
莱洛比（法語：Les Laubies，法語發音：[le lobi]）是法国洛泽尔省的一个市镇，位于该省中北部，属于芒德区。

## 地理
莱洛比（44°41'9"N, 3°25'46"E）面积22.8 平方千米，位于法国奧克西塔尼大區洛泽尔省，该省份为法国南部内陆省份，北起上盧瓦爾省和康塔爾省，西接阿韦龙省，南至加尔省，东临阿尔代什省。
与莱洛比接壤的市镇（或旧市镇、城区）包括：马尔热里德地区圣德尼、圣加勒、塞沃雷特、丰唐斯、蒙德朗东。
莱洛比的时区为UTC+01:00、UTC+02:00（夏令时）。

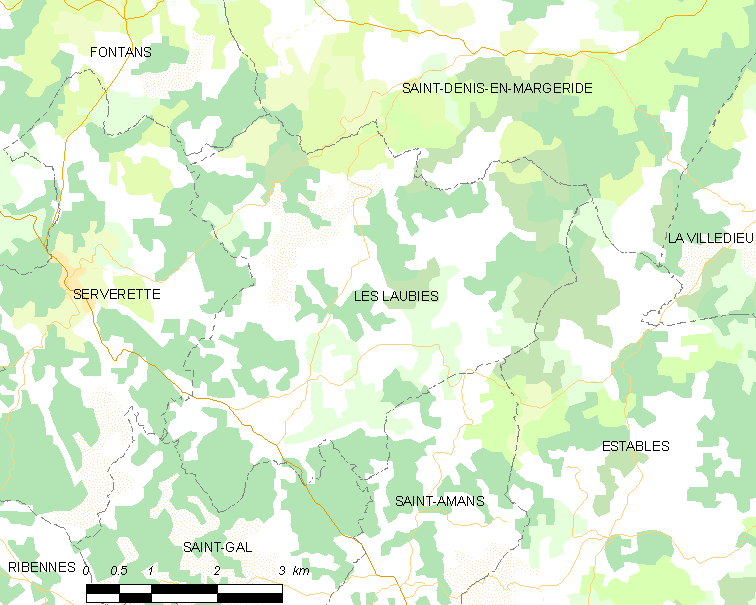
莱洛比的OSM定位图

## 行政
莱洛比的邮政编码为48700，INSEE市镇编码为48083。

## 政治
莱洛比所属的省级选区为利马尼奥勒河畔圣阿尔邦县。

## 交通
洛泽尔省省道D34线、D58线和D806线在莱洛比境内交汇。

## 人口

1962-2008年间莱洛比人口变化图示

莱洛比于2022年1月1日时的人口数量为151人。